# Агуас-Кальентес (вулкан)
Агуас-Кальентес, также называемый Симба — стратовулкан конической формы, расположенный в 5 км к востоку от вулкана Ласкар и в 10 километров (6,2 миль) к северу от лагуны Лехия, Чили.  Он расположен в пределах области площадью 500 кв. км, где пересекаются вулканические цепи Кордон-де-Пунтас-Неграс и Кордон-Чалвири.  Вулкан построен из андезита и дацита, содержащих роговую обманку, а также ангидрита и его пирокластика, все они по возрасту старше пород, слагающих Ласкар.  Диаметр вулкана составляет около 7 км.  Некоторые ксенолиты известково-щелочного материала обнаружены в лавах Агуас-Кальентес, и смешение магмы привело к образованию лав, содержащих включения андезита в дацитах.  Один из потоков лавы на вершине может быть голоценового возраста, но никаких свидетельств его исторической активности не обнаружено (González-Ferrán 1985).
Вулкан пострадал от оледенения. Ледниковые долины U-образной формы встречаются на северных и западных склонах вулкана, что придает вулкану угловатые формы. Одна долина с ледниковыми элементами и подледниковым руслом реки на высоте 4650 м находится на северном склоне. Она простирается до долины к северу от Агуас-Кальентес и пересекает самые молодые лавы вулкана.
Агуас-Кальентес имеет на вершине хорошо сформированный кратер.  В кратере располагается небольшое кратерное озеро, что делает его одним из самых высоких озер в мире (5870 м). Озеро имеет площадь 2500 кв. м, его вода окрашена в красный цвет популяцией микроорганизмов. Вода в озере кислая, и на нее часто влияет активность Ласкара, когда ветры переносят в озеро облака серной кислоты и водяного пара. Годовое количество осадков составляет 146 мм, при этом наибольшее количество осадков выпадает в зимние месяцы.  В озере есть бактериальная экосистема, которая в первую очередь зависит от фотосинтеза, но также может находиться под влиянием гидротермальной активности вулкана.  Исследования показали лишь ограниченное количество бактериальных таксонов и большое количество последовательностей ДНК, которые нельзя идентифицировать как известные филогенетические группы. Озеро было изучено как возможная земная аналогия Марса.